# Związek Zawodowy Amazona
Związek Zawodowy Amazona (ang. Amazon Labor Union, ALU) – amerykański związek zawodowy działający w firmie Amazon, utworzony 20 kwietnia 2021.
1 kwietnia 2022 pracownicy magazynu Amazona JFK8 na Staten Island, stali się pierwszymi związkowymi pracownikami w firmie uznanymi przez Krajową Radę ds. Stosunków Pracy (ang. National Labor Relations Board).

## Historia
Związek Zawodowy Amazona został założony 20 kwietnia 2021 przez grupę aktywistów związkowych skupioną wokół Chrisa Smallsa o nazwie The Congress of Essential Workers (TCOEW). Smalls wraz z Derrickiem Palmerem zorganizowali strajk w magazynie JFK8, aby zaprotestować przeciwko sposobowi, w jaki Amazon organizował pracę podczas pandemii COVID-19. Doprowadziło to do zwolnienia Smallsa, które jednak szeroko skrytykowali urzędnicy rządowi.
Po tym, jak Amazon utrudniał założenie związku zawodowego w Bessemer w Alabamie, m.in. zatrudniając antyzwiązkowe biuro prawnicze Morgan, Lewis & Bockius, Smalls doszedł do wniosku, że powinien poprowadzić oddolny ruch w celu zorganizowania związku zawodowego. Swoją decyzję wyjaśnił, mówiąc dla „The Guardian”: „Gdyby ustanowione związki zawodowe były skuteczne, Amazon już by się zjednoczył. Musimy pomyśleć o związkach zawodowych w stylu XXI wieku. W ten sposób budujemy solidarność pracowników”.
Po powstaniu ALU ponad 50 magazynów Amazon skontaktowało się z organizacją w celu uzwiązkowienia własnych miejsc pracy, przy czym niektóre placówki z Kanady, Indii, Południowej Afryki i Wielkiej Brytanii zwróciły się do ALU o pomoc.
Na początku czerwca 2024 Chris Smalls ogłosił, że podpisał umowę o partnerstwie afiliacyjnym ze związkiem zawodowym Międzynarodowe Bractwo Kierowców (IBT). 17 czerwca członkowie ALU zagłosowali za ratyfikacją tej umowy, co uczyniło ją oficjalną. IBT obiecał zasoby finansowe i w dużej mierze zachowanie niezależności ALU.